# Comissão Nacional de Eleições (Osttimor)

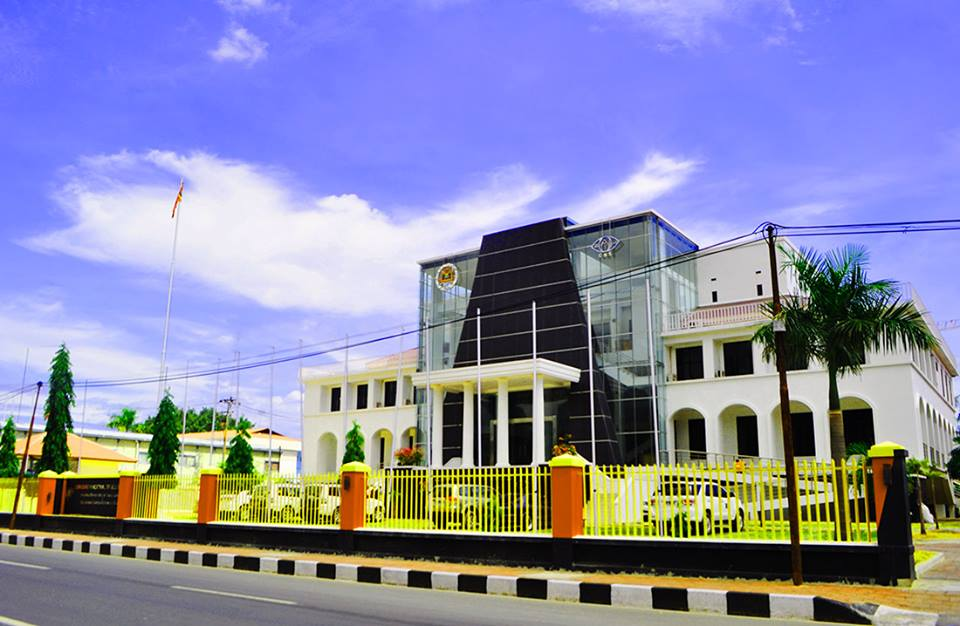
Sitz der CNE an der
Avenida 20 de Maio

Die Comissão Nacional de Eleições (tetum Komisaun Nasionál Eleisaun, deutsch Nationale Wahlkommission) CNE dient in Osttimor zur Organisation der Wahlen im Land.
Der Sitz der CNE befand sich zunächst an der Avenida Bispo Medeiros in Dilis Stadtteil Quintal Bot (Suco Santa Cruz). Heute liegt er an der Avenida 20 de Maio 45 im Stadtteil Colmera.

## Aufgaben

Logo der CNE

Die CNE überwacht die Arbeit der Regierungsbehörde Secretariado Técnico de Administração Eleitoral STAE, gibt die Richtlinien der STAE für die Wahlen frei und prüft Beschwerden zur Durchführung der Wahlen. Für strafrechtliche Vergehen bei Wahlen ist aber Osttimors oberstes Gericht, das Tribunal de Recurso de Timor-Leste (deutsch Berufungsgericht Osttimors) zuständig. Die Kompetenzen der CNE werden durch das Gesetz 5/2006 festgelegt.

## Zusammensetzung

### Regularien

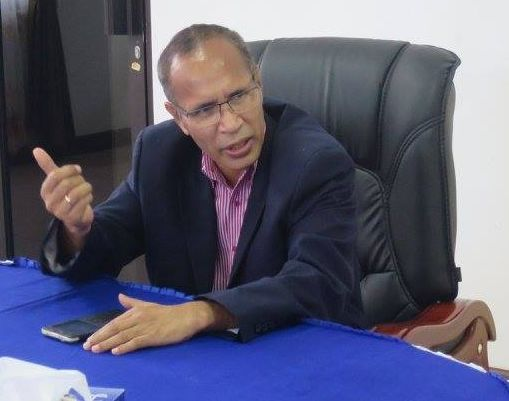
Alcino de Araújo Baris (2017)

Die Mitglieder der Kommission erhalten ihr Mandat für sechs Jahre. Nach dem Gesetz 05/2006 besteht die Kommission aus:
- drei durch den Staatspräsidenten ernannte Mitglieder
- drei durch das Nationalparlament ernannte Mitglieder
- drei durch die Regierung ernannte Mitglieder
- einem durch seine Fachkollegen gewählter Richter
- einem durch seine Fachkollegen gewählter Staatsanwalt
- einem durch seine Fachkollegen gewählter Strafverteidiger
- einem Vertreter der Katholischen Kirche
- einem Vertreter der anderen Religionsgemeinschaften
- einem Vertreter der Frauenorganisationen[5]

Mit dem Gesetz 07/2016 wurde die CNE aber umstrukturiert. Nun besteht sie aus:
- einem durch den Staatspräsidenten ernanntem Mitglied
- drei durch das Nationalparlament ernannte Mitglieder, wovon mindestens eines eine Frau sein muss
- einem durch die Regierung ernanntem Mitglied
- einem durch seine Fachkollegen gewählter Richter
- einem durch seine Fachkollegen gewählter Staatsanwalt[5]

Der Präsident der CNE wird nun vom Nationalparlament gewählt, statt wie früher von den Kommissionsmitgliedern selbst. Sie bestimmen nur noch aus den eigenen Reihen den Kommissionssekretär/Vizepräsidenten.

### Präsidenten
Faustino Cardoso Gomes war seit 2008 Präsident der CNE. Am 1. Mai 2013 wurde er von José Agostinho da Costa Belo abgelöst. Von 2016 bis 2021 war Alcino Baris Präsident, bevor José Agostinho da Costa Belo ihn wieder ablöste.

### Kommissare vor 2007
Manuel Bucar war um 2004/2005 einer der Kommissare der CNE.

### Kommissare von 2007 bis 2013
1. Faustino Cardoso Gomes (Präsident), ernannt vom Staatspräsidenten
2. Alcino Baris, ernannt vom Staatspräsidenten
3. Joana Maria Dulce Vitor, ernannt vom Staatspräsidenten
4. Maria Angelina Lopes Sarmento, ernannt vom Nationalparlament
5. José Agostinho da Costa Belo, ernannt vom Nationalparlament
6. Silvestre Xavier Sufa, ernannt vom Nationalparlament
7. Lucas de Sousa, ernannt von der Regierung
8. Teresinha Maria Noronha Cardoso, ernannt von der Regierung
9. Tomé Xavier Jerónimo, ernannt von der Regierung
10. Deolindo dos Santos (seit 2008), ernannt vom juristischen Magistrat
11. Vicente Fernandes e Brito, ernannt vom Magistrat der Staatsanwaltschaft
12. Sérgio de Jesus Fernandes da Costa Hornai, ernannt vom Magistrat der öffentlichen Verteidiger
13. Martinho Germano da Silva Gusmão, Vertreter der Katholischen Kirche
14. Arif Abdullah Sagran, Vertreter der anderen religiösen Gruppen
15. Manuela Leong Pereira, Vertreterin der Frauenrechtsorganisationen[10][11]

### Kommissare von 2013 bis 2016
Eine Liste von 2015 gibt folgende Kommissare an:
1. José Agostinho da Costa Belo (Präsident)
2. Alcino Baris
3. Bernardo Martinho Natalima Cardoso
4. Joana Maria Dulce Vitor
5. Maria Virna Ermelinda Soares
6. Faustino Cardoso Gomes
7. Francisco de Vasconcelos
8. Teresinha Maria Noronha Cardoso
9. Odete Maria Belo
10. Reinato Bere Nahac
11. Marcia M. Filipe Sarmento
12. Ana Paula Fonseca M. de Jesus
13. Pater Aniceto Maia da Costa
14. Arif Abdullah Sagran
15. Gizela da Cruz de Carvalho

### Kommissare von 2016 bis 2021

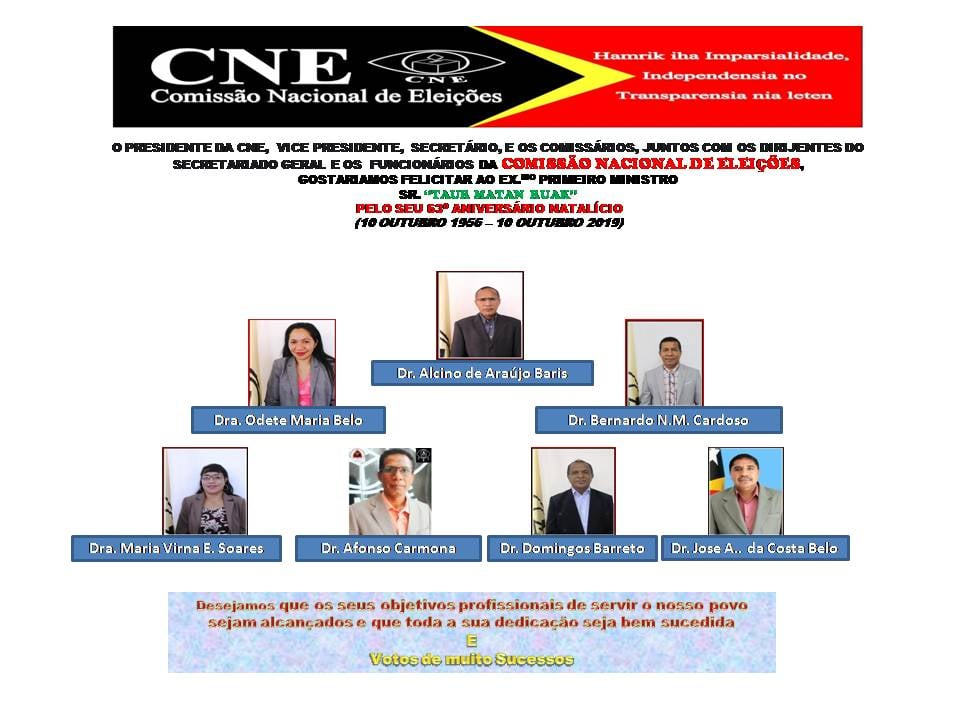
Zusammensetzung der CNE
(Okt. 2019)

1. Alcino Baris (Präsident, vom Parlament ernannt)
2. Duarte Tilman Soares (Vizepräsident, bis 2019)
3. Bernardo Martinho Natalima Cardoso (Sekretär, vom Parlament ernannt)
4. Maria Virna Ermelinda Soares (Kommissarin, vom Parlament ernannt)
5. Domingos Barreto (Kommissar)
6. Odete Maria Belo (Kommissarin, entsandt von der Regierung)[13]
7. José Agostinho da Costa Belo (Kommissar)[14]

Duarte Tilman Soares wurde am 24. April 2019 von Afonso Carmona als Kommissar abgelöst und wechselte zum Tribunal de Recurso de Timor-Leste. Zur neuen Vizepräsidentin wurde Odete Maria Belo gewählt.

### Kommissare von 2021 bis 2026
Die Amtszeit der Kommissare der Legislaturperiode von 2016 bis 2021 endete am 16. August. José Agostinho da Costa Belo wurde am 14. Juli 2021 zum neuen CNE-Präsidenten gewählt. Baris verlor im Parlament die Abstimmung mit 29 zu 35 Stimmen. Belo war von der PLP vorgeschlagen worden, Baris von der FRETILIN. Die Gesundheitsministerin Odete Maria Belo, die vom CNRT vorgeschlagen worden war, zog vor der Abstimmung ihre Kandidatur zurück. Am 16. August 2021 erfolgte die Vereidigung der Kommissare, unter ihnen Baris und Belo als die beiden weiteren Vertreter des Parlaments.
Kommissare
1. José Agostinho da Costa Belo (Präsident, vom Parlament ernannt)[9][17][18]
2. Domingos Barreto (Vizepräsident, von der Generalstaatsanwaltschaft Osttimors), zuständig für Oe-Cusse Ambeno und Bobonaro[9][17][18][19]
3. Olávio da Costa Monteiro de Almeida (Kommissar, vom Staatspräsidenten ernannt), zuständig für Lautém und Viqueque[9][17][18]
4. Carlito Martins (Kommissar, von der Regierung ernannt), zuständig für Aileu und Cova Lima[9][17][18]
5. António Gonçalves (Kommissar, Richter vom Tribunal de Recurso de Timor-Leste), zuständig für Ermera und Liquiçá[9][17][18]
6. Alcino Baris (Kommissar, vom Parlament ernannt), zuständig für Ainaro und Manufahi[17][18]
7. Odete Maria Belo (Sekretärin, vom Parlament ernannt), zuständig für Dili[17][18]

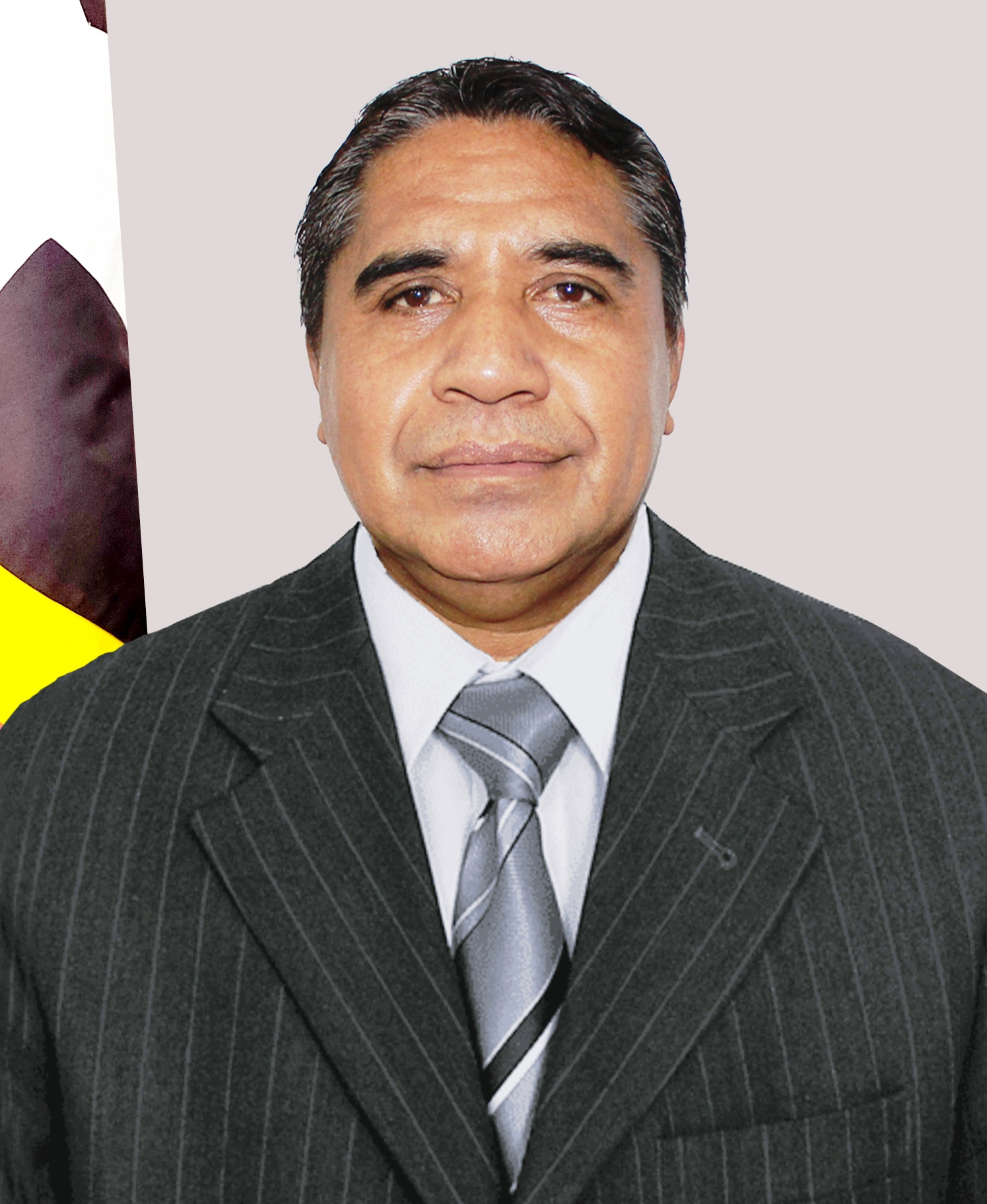
José Agostinho da Costa Belo
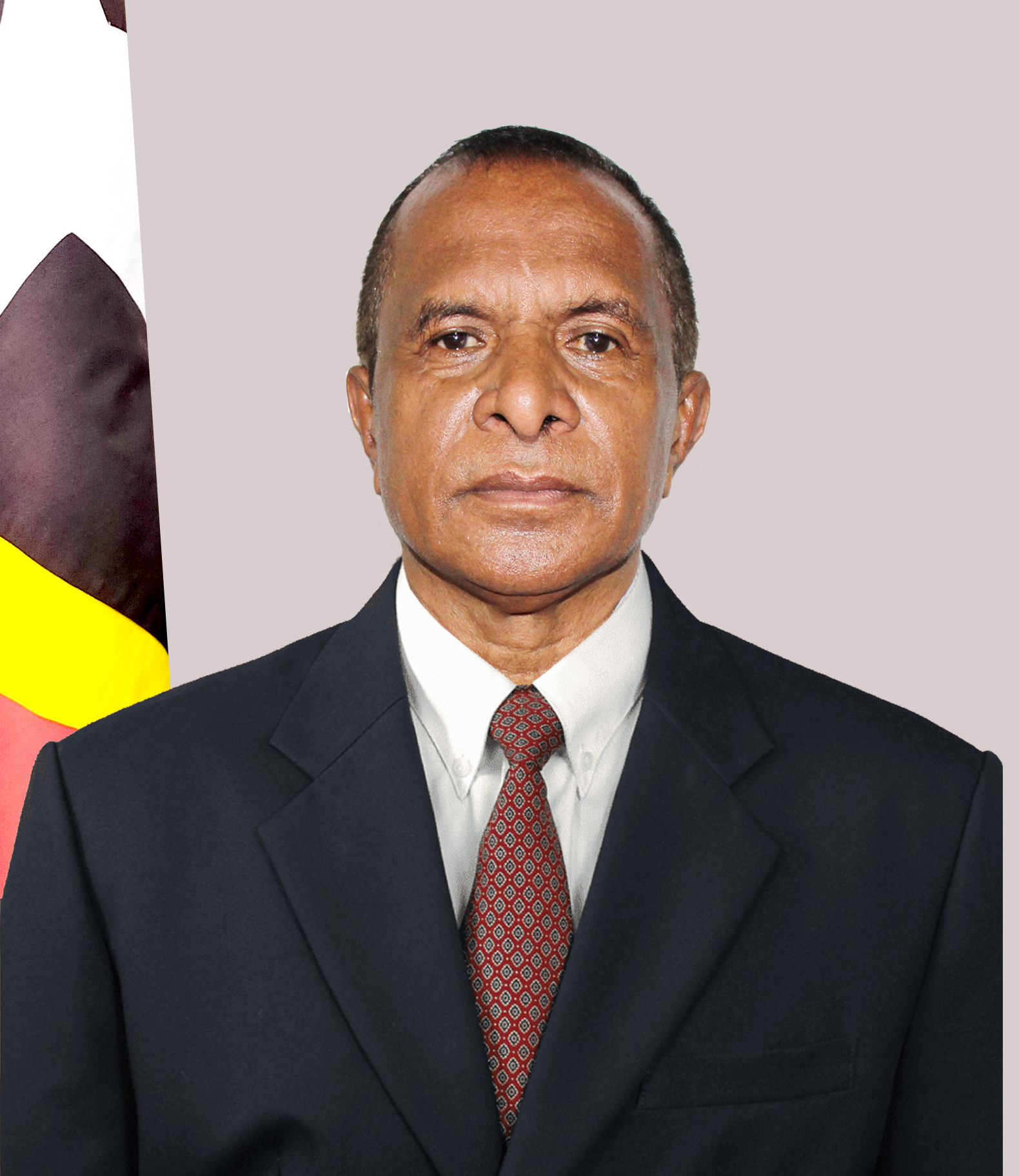
Domingos Barreto
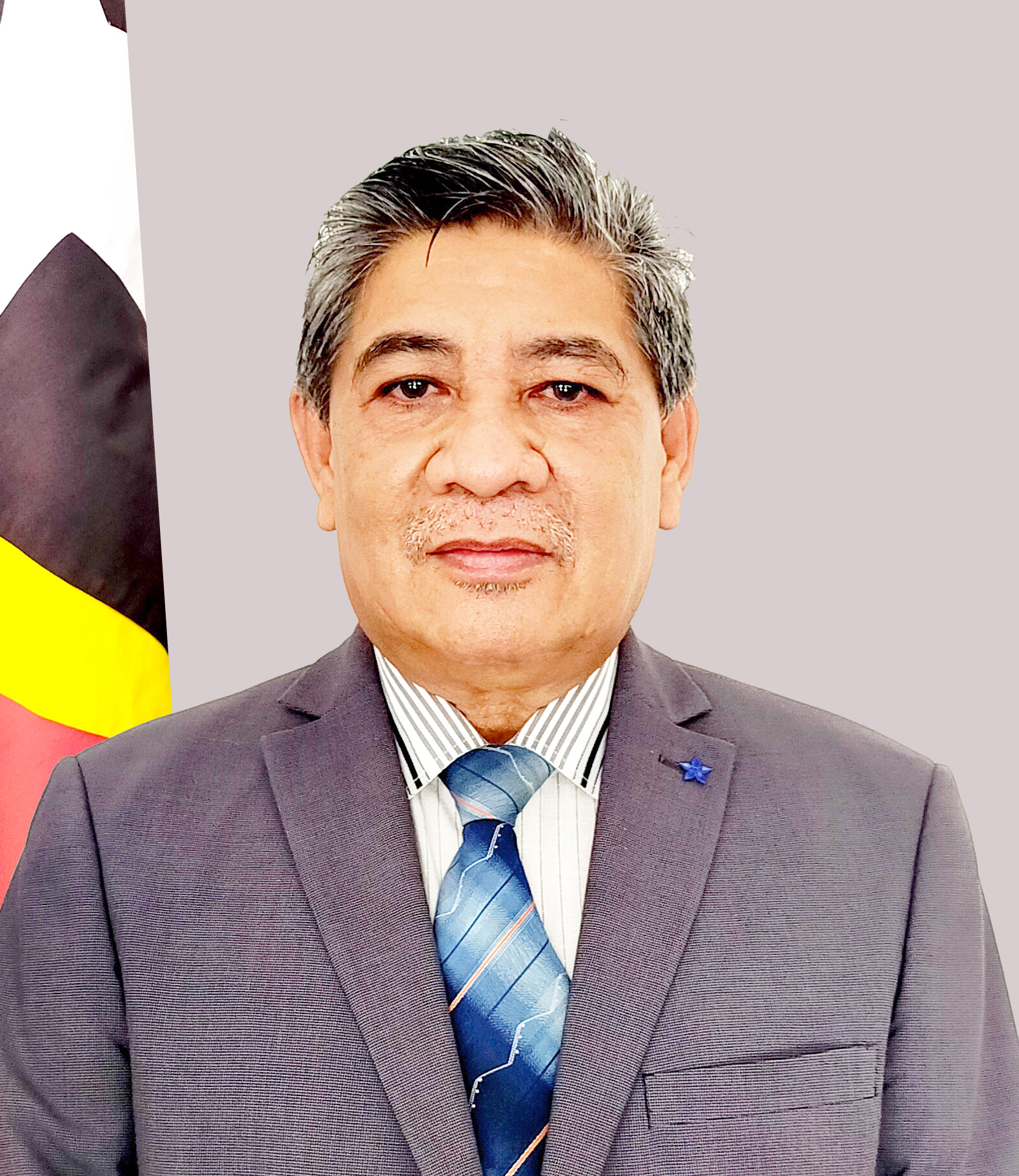
Olávio da Costa Monteiro de Almeida
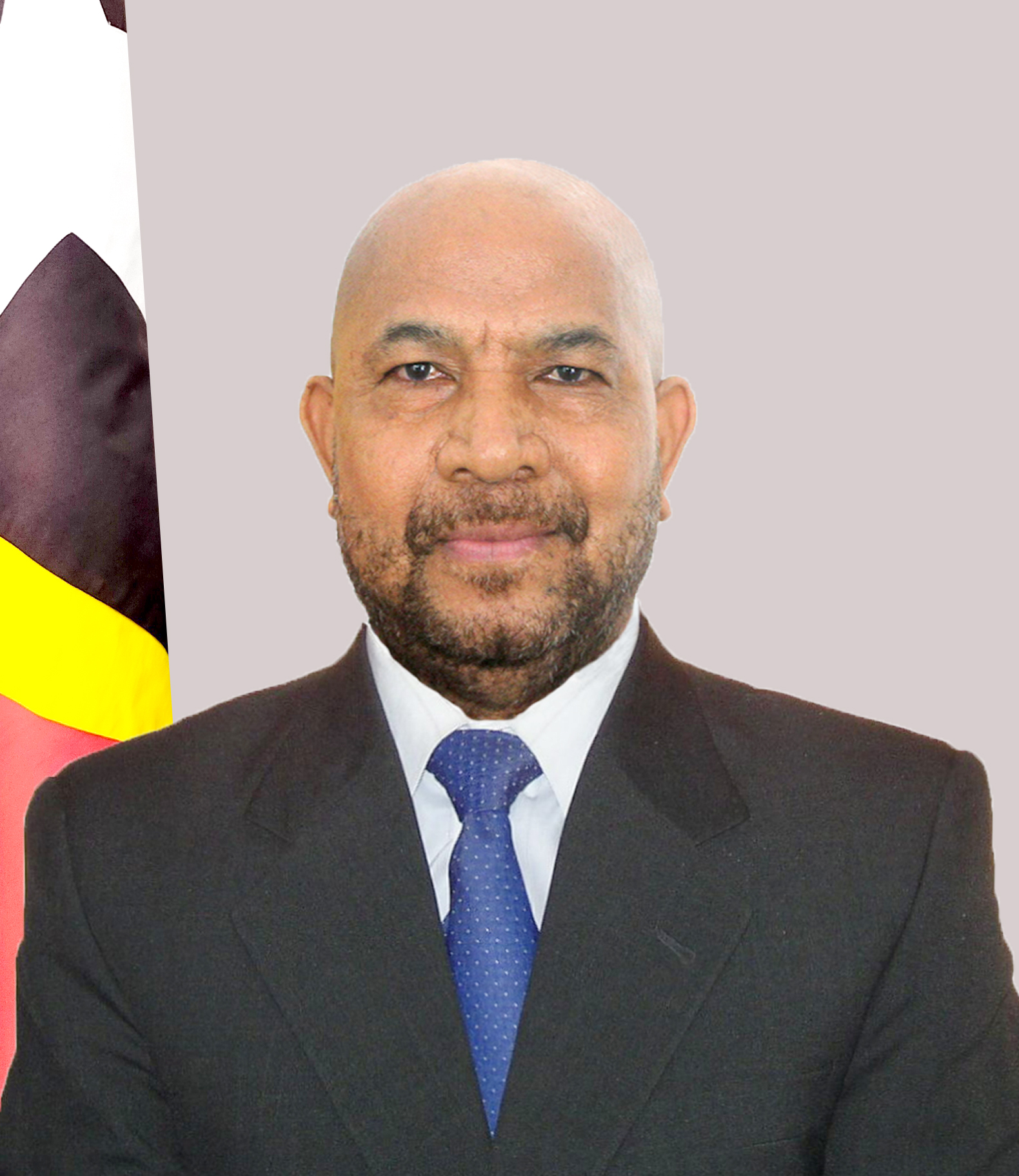
Carlito Martins
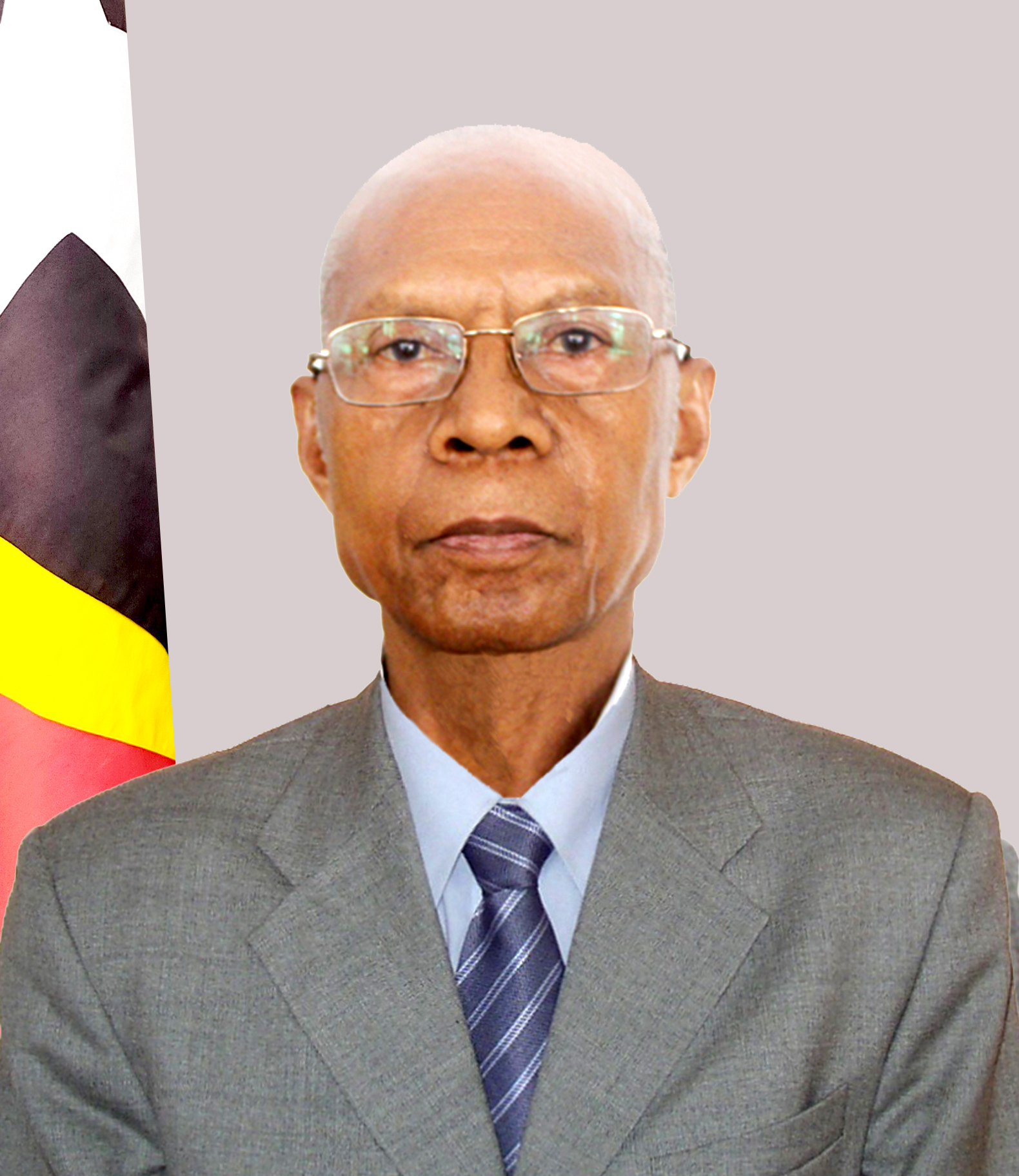
António Gonçalves
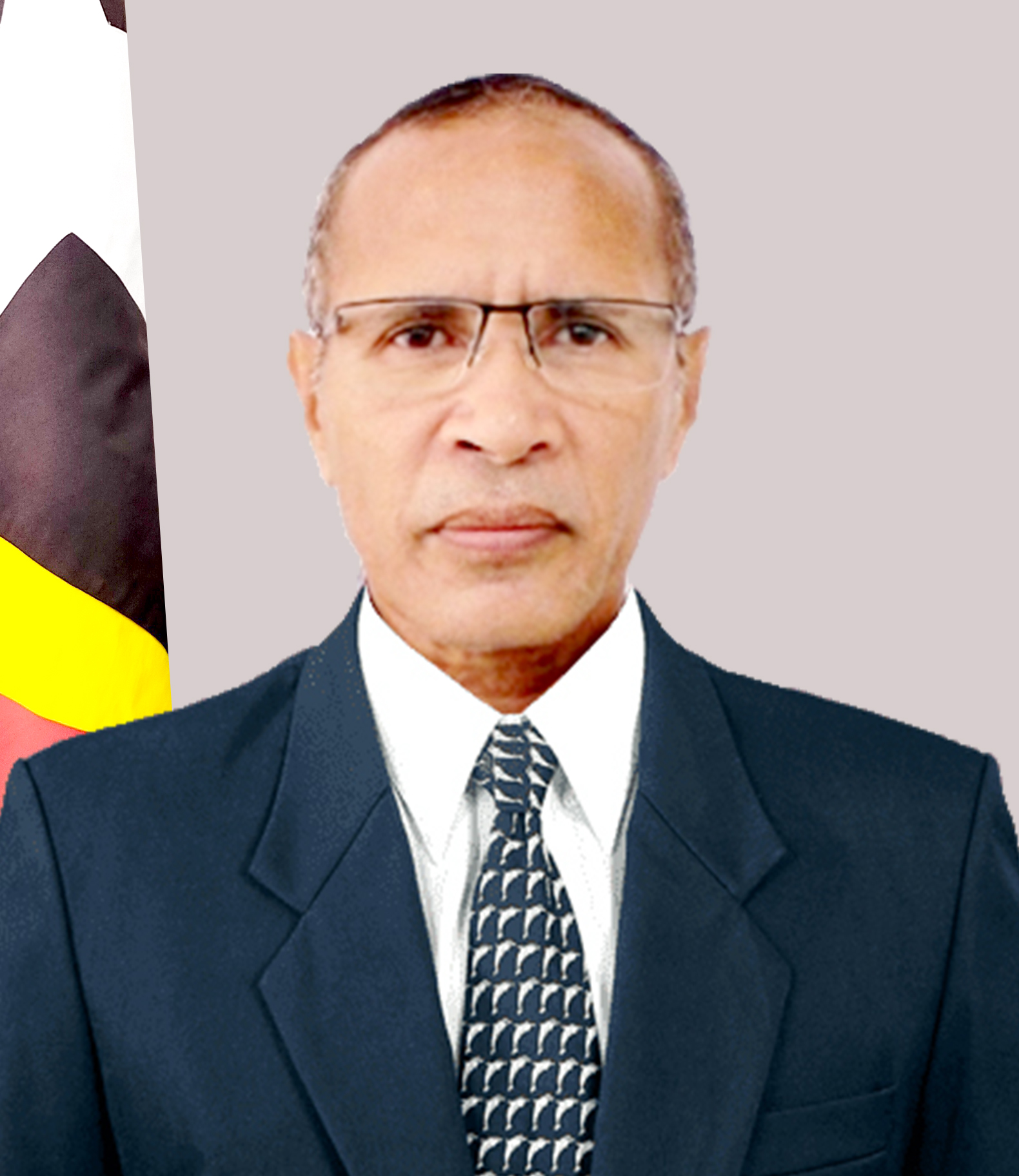
Alcino Baris
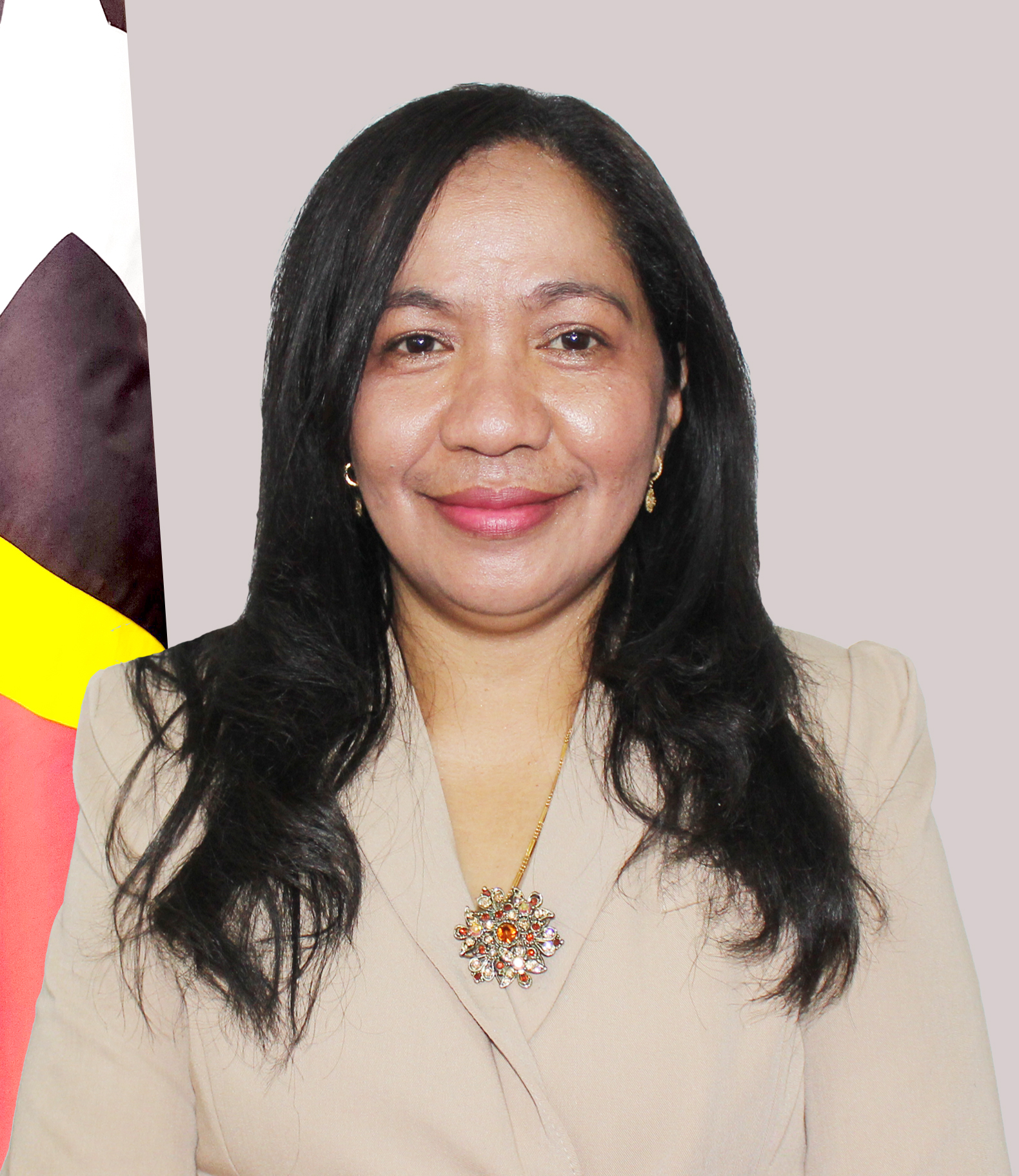
Odete Maria Belo

Stellvertreter
1. José Pedro Mariano Neves de Camões (erster Stellvertreter, vom Parlament ernannt)[9]
2. Fernanda de Fátima Sarmento Ximenes (zweite Stellvertreterin, vom Parlament ernannt)[9]
3. Querubin Jong Ferreira (dritter Stellvertreter, vom Parlament ernannt)[9]
4. Elvino Bonaparte do Rêgo (Stellvertreter, von der Regierung ernannt)[9][17]
5. Detaviana Madalena Guterres Freitas (Stellvertreterin, vom Staatspräsidenten ernannt)[9][17]
6. João Ribeiro (Stellvertreter, vom Conselho Superior da Magistratura Judicial ernannt)[17]
7. Napolião Soares da Silva (Stellvertreter, von der Generalstaatsanwaltschaft Osttimors)[17]

## Sonstiges

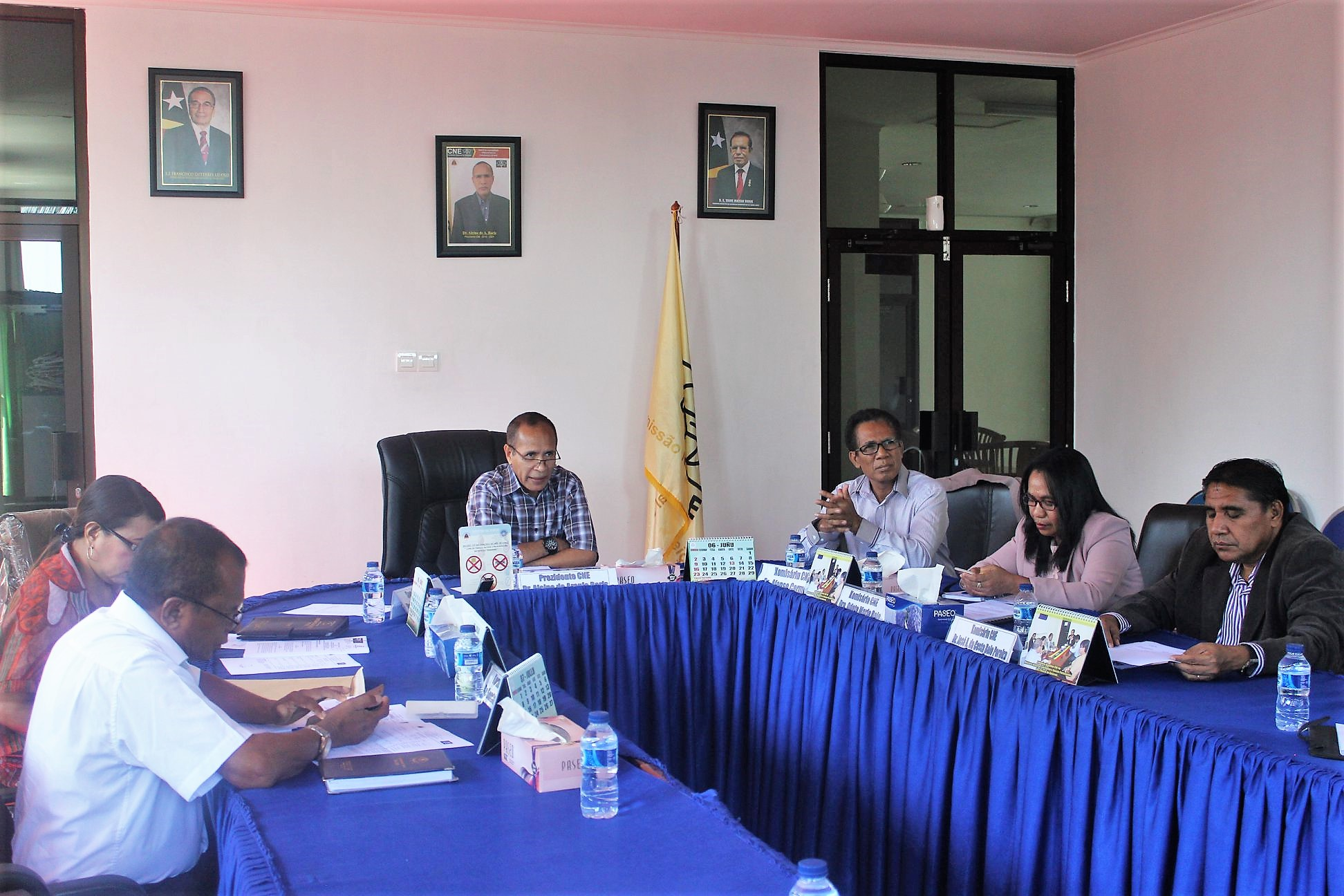
Sitzung vom 4. Juli 2019. Von links:
Domingos Barreto
Maria Virna Ermelinda Soares
Alcino Baris
Afonso Carmona
Odete Maria Belo
José Agostinho da Costa Belo

Der Hauptsaal des CNE-Hauptsitzes in Dili trägt den Namen Lariguto. In Lariguto trafen sich 1983 der von den Indonesiern eingesetzte Gouverneur Mário Viegas Carrascalão, der ursprünglich der UDT angehörte und der Chef der FALINTIL Xanana Gusmão. Es war der Beginn der Zusammenarbeit zwischen den beiden politischen Fraktionen zur Befreiung Osttimors von der indonesischen Besatzung. Der Name des Saals symbolisiert die Zusammenarbeit verschiedener politischer Parteien zum Wohle des Landes.
Der CNE unterstützte zusammen mit dem STAE auch die Durchführung von Wahlen in den lusophonen Ländern Guinea-Bissau und São Tomé und Príncipe.